# Unmasked
Unmasked — музичний альбом гурту Kiss. Виданий у травні 1980 року лейблом Casablanca Records. Загальна тривалість композицій становить 40:11. Альбом відносять до напрямку Pop-rock.

## Список творів
1. «Is That You?» — 3:55
2. «Shandi» — 3:33
3. "Talk to Me "- 4:00
4. «Naked City» — 3:49
5. «What Makes the World Go 'Round» — 4:14
6. «Tomorrow» — 3:16
7. «Two Sides of the Coin» — 3:15
8. «She's So European» — 3:30
9. «Easy As It Seems» — 3:24
10. «Torpedo Girl» — 3:31
11. «You're All That I Want» — 3:04